# Raphaël Mirval
Raphaël Mirval (ur. 4 maja 1996 w Baie-Mahault) – gwadelupski piłkarz grający na pozycji napastnik w klubie Aubagne FC oraz reprezentacji Gwadelupy.

## Kariera
Seniorską karierę rozpoczął we Włoszech. Grał w AC Perugii i A.S.D. Villabiagio. W 2018 roku wyjechał do Francji. Tam występował w barwach klubów z niższych lig. Obecnie reprezentuje barwy Aubagne FC.
W reprezentacji Gwadelupy zadebiutował 23 marca 2018 w meczu z Trynidadem i Tobago. Pierwszą bramkę zdobył 10 września 2019 w starciu z Turks i Caicos.